# ریچل هاروی
ریچل هاروی (به انگلیسی: Rachel Harvey) یک کشتی بود.